# Географія Дніпропетровської області
Географія Дніпропетровської області — частина географії України, що пов'язана із подіями у межах нинішньої Дніпропетровської області.

## Географічне положення
Територія Дніпропетровської області розташована в центральній і східній частинах України, у середній та нижній течії Дніпра. Сам Дніпро поділяє область майже на дві рівні частини.

Площа області - 31,9 тис. км². За площею Дніпропетровська область займає друге місце в Україні.

## Рельєф
Поверхня області — хвиляста рівнина. Середні висоти коливаються між 100 та 200 метрів. Найвища точка 211 метрів розташована поблизу Просяної, Покровського району. Майже усе Правобережжя області займає Придніпровська височина, лише південно-західна частина розташована на Причорноморській низовині. Лівобережжя займає Придніпровська низовина, лише частково на кордони області заходять відроги Приазовської височини. Територія області дуже висічена ярами, балками, долинами річок.

## Геологічна будова
За геологічною будовою територія Дніпропетровської області відноситься до докембрійської та кайнозойської ер. Через територію області проходить Докембрійська залізорудна провінція України, що відноситься до архейського періоду (4000-2600 млн років тому). Більша частина території області утворена у кайнозой, а саме у середній й пізній палеоген (45-25 млн років тому) та неогені (25-1.8 млн років тому). Лише частково західна частина території області утворена у палеозой під час карбону (350-285 млн років тому).

Територія Дніпропетровської області знаходиться на Східно-Європейській платформі. Більшу її частину займає Український щит зі схилами. Лише північно-східна частина області розташована на Дніпровсько-Донецькій западині. Східні кордони області щільно прилягають до Донецької складчастої споруди.

## Корисні копалини
Дніпропетровська область одна з найбагатших на корисні копалини. Серед горючих добувають буре вугілля, газ. Серед металів добувають залізну руду, марганець, титанові руди, нікель, алюміній, золото, уран. Серед неметалевих добувають тальк, вапняк флюсовий, каолін, глину, граніт. Також в області є мінеральні води.

## Клімат
Клімат області помірно континентальний з жарким літом й помірно холодною зимою. Середня температура січня -4...-6 °C, липня +20...+22 °C. Середня річна кількість опадів 400-490 мм. Область лежить у посушливій, дуже теплій агрокліматичній зоні.

## Водні ресурси
Докладніше: Водні ресурси Дніпропетровської області, Річки Дніпропетровської області, Водосховища Дніпропетровської області, Стави Дніпропетровської області
Дніпропетровська область відноситься до областей, що малозабезпечені водними ресурсами. Область повністю лежить у басейні Дніпра. Підземні води відносяться до трьох гідрогеологічних районів. Правобережжя та південь лівобережжя знаходиться в Українському кристалічному масиві. Північ Лівобережжя знаходиться в Дніпровсько-Донецькому артезіанському басейні. Крайній схід лежить у Донецькій складчастій області.

## Ґрунти
Дніпропетровська область відноситься до чорноземного району. Переважну більшість чорноземів складають прості. Також є південні на південному заході області. У басейнах Самари, Орілі та Вовчої знаходяться лучні, лучно-чорноземні та лучно-болотні ґрунти. Загалом в області добрі за родючістю ґрунти.

## Рослинність

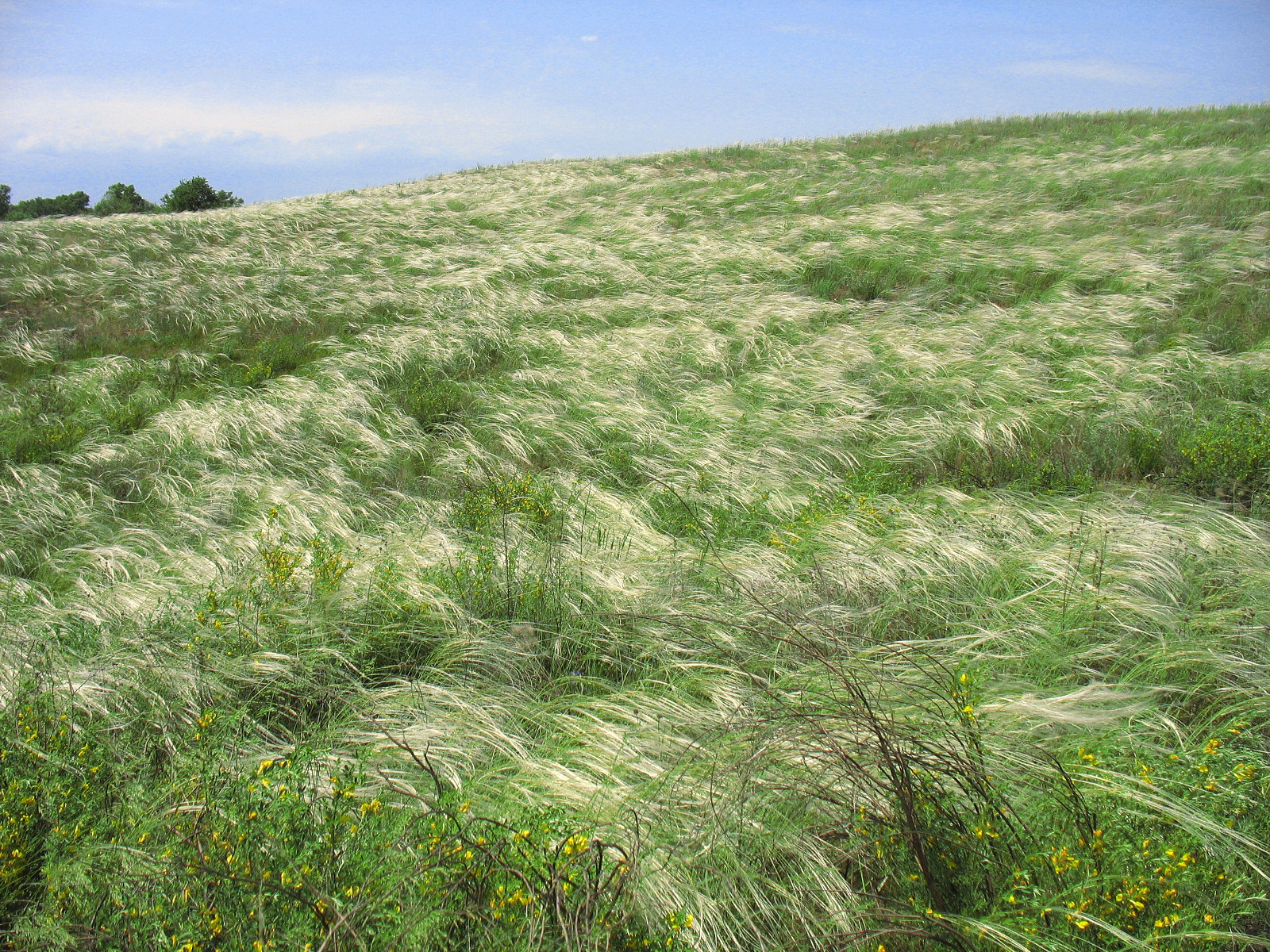
Степ із ковилою дніпровською

Дніпропетровська область розташована у степовій зоні. Для неї характерні ковила, типчак, різнотрав'я. У долинах річок розташовані заплавні луки. Серед рослин, що занесені до Червоної книги України, на території області ростуть астрагал шерстистоквітковий, ковила, любка дволиста, півонія. В області знаходяться декілька невеликих лісових масивів: самарський ліс, Дібрівський ліс, Комісарівський ліс, Грушеватський ліс, Обухівський ліс, Дніпровсько-Орільський природний заповідник, Царичанський ліс, які здебільшого соснові та дубові. Також на території області розповсюджені лікарські рослини: звіробій звичайний, валеріана лікарська, горицвіт весняний, кропива дводомна, ромашка лікарська.

## Тваринний світ
Дніпропетровщина лежить у степовій зоні. Для неї притаманні такі ссавці як ховрах, тушканчик великий, хом'ячок сірий, лисиця, тхір степовий, куниця кам'яна. Серед птахів розповсюджені канюк степовий, журавель степовий, жайворонок польовий. В області мешкають такі плазуни як ящірка прудка, полоз жовточеревий, гадюка степова. Серед земноводних маються ропуха зелена та жаба озерна. У заплавах великих річок також спостерігають ондатру, бобра, кулика, лежня, крячка річкового та крячка малого. Серед тварин занесених до Червоної книги України на території області спостерігають вечірницю малу та велетенську, тушканчика великого, тхора степового, балобана, жайворонка польового, дрохву, полоза жовточеревого.

## Ландшафти
Ландшафти Дніпропетровської області відносяться до рівнинних східноєвропейських. Загалом ландшафти області є степовими й заплавними. Правобережжя й частина лівобережжя, південніше Самари та західніше Вовчої займають північностепові височинні та схилові ландшафти. Іншу частину лівобережжя складають північностепові низовинно-рівнинні ландшафти. Найпівденнішу частину правобережжя займають середньостепові рівнинні та схилово-височинні ландшафти. У заплавах великих річок знаходяться болотні та остепнені рівнинні ландшафти.

Дніпропетровщина розташована на південному-заході Східноєвропейської рівнинної ландшафтної країни, знаходячись у степовій посушливій дуже теплій зоні. Територія області поділена між двома підзонами: північностеповою і середньостеповою. Правобережжя знаходиться у Південнопридніпровській схило-височинній області Дністровсько-Дніпровського північностепового краю. Лівобережжя поділено між двома ландшафтними областями: північ знаходиться в Орільсько-Самарській, а південь - Кінсько-Ялинській низовинних областях Лівобережно-Дніпровсько-Приазовського північностепового краю. Південно-західна частина області розташована у Бузько-Дніпровській низовинній області Причорноморського середньостепового краю.